# Plays Afro-Cuban : Ritmo Caliente
Albums de Cal Tjader
Cal Tjader Trio Mambo With Tjader
Plays Afro-Cuban: Ritmo Caliente est un album studio de la discographie de Cal Tjader enregistré en trois séances au cours du premier et deuxième semestre de 1954 avec des formations sextet et quintet partiellement différentes. Il est sorti en 1954 et contient 13 titres, dont les singles « Ritmo caliente[réf. à confirmer] » et « Cubano Chant ».
Les rééditions de cet album portent le titre raccourci de Ritmo Caliente. Ce qui entretient la confusion avec Mas Ritmo Caliente ! et la compilation 2 en 1 Los Ritmos Calientes. Cette ressemblance de titrage d'album a induit de nombreuses erreurs discographiques que l'on retrouve sur internet notamment.

## Titres
• Face A (16:44)
1. Cubano Chant (A1) - 6:20  ∫ de Ray Bryant
2. Goza (A2) - 1:53 ∫  de Eddie Cano
3. Panchero mambero (A3) - 2:22 ∫ de Eddie Cano et Ray Rivera
4. Alegres timbales (A4) - 1:09 ∫ de Tempest W. Storm[1]
5. Mambo moderno (A5) - 3:35 ∫ de Richard Wyands
6. Afro Corolombo (A6) - 1:25 ∫ de Cal Tjader

• Face B (15:48)
1. Ritmo caliente (B1) - 2:25 ∫ de Eddie Cano
2. Lamento de Hodi (B2) - 2:57  ∫ de Jerome Richardson
3. Mambo Inn (B3) - 2:46 ∫ de Edgar Sampson, Mario Bauzá et Bobby Woodlen
4. Buhuto (Nanigo 6/8) (B4) - 1:35 ∫ d'Al McKibbon
5. Alegres congas (B5) - 1:00 ∫ de Tempest W. Storm ou Armando Peraza[5]?
6. Mueve la Cintura (B6) - 2:30 ∫ de Cal Tjader
7. Bernie's Tune (B7) - 2:35 ∫ de Jerry Leiber, Bernard Miller et Mike Stoller

## Single extrait au format 45 (7″)
- 1954 : « Cal Tjader Plays Afro-Cuban » par Cal Tjader Quintet[1] ∫ Références : Fantasy Records - Fantasy EP 4022.

Il contient les titres suivants :
1. Ritmo Caliente (A1) (Single)[1]
2. Mambo Inn (A2)
3. Alegres Timbales (A3)
4. Mueve La Cintura (B1) (B'Side)
5. Bernie's Tune (B2)

- Il existe certainement un autre EP de cette époque et des disques 45 2 titres. Mais la recherche est difficile…

## Personnel et enregistrement
Trouver des informations sur cet album est assez difficile et elles se révèlent parfois contradictoires concernant les lieux, les dates et la liste des musiciens. Ainsi, selon certaines sources, Roy Haynes jouerait de la batterie sur presque la totalité des titres alors qu'il ne figure pas sur le livret accompagnant la réédition compilation CD deux en un intitulée Los Ritmos Calientes.
Une chose est sûre : cet album a été enregistré en 3 sessions, principalement au moment Cal Tjader, alors jeune leader de formation, décide d'enregistrer avec une frénésie de solide débutant, courant 1954 et 1955, une grande quantité de morceaux Latin jazz. Ces différentes sessions seront assemblées à cette période pour réaliser plusieurs albums studio et assurent un démarrage remarqué de la carrière de Cal Tjader grâce à sa touche mambo / Latin jazz si particulière.
Sur ce disque, on trouve donc 1 formation quintet pour les 3 sessions :
- L'ajout de Roy Haynes aboutirait à une formation sextet : ce qui semble peu probable, les enregistrements de Tjader à cette époque, sont sur des bases de trio, quartet ou quintet. Pour des formations plus larges, on passe généralement sur une appellation orchestre très à la mode à cette époque. De plus, Cal Tjader à cette époque joue de la batterie et des timbales sur certains morceaux notamment en quartet.
- De plus, le disque EP de cette époque (Fantasy EP 4022) présente Armando Peraza comme jouant de la batterie. Ce qui, par conséquent, rend peu crédible cette hypothèse.
- Enfin, concernant la deuxième session, il est mentionné sur les rééditions CD que c'est Eddie Cano qui joue du piano : ce qui est faux comme l'atteste la liste du Cal Tjader Quintet mentionné toujours sur l'EP de cette époque (Fantasy EP 4022) qui précise Richard Wyands piano et Jerome Richardson - Flûte. Cela par conséquent annule aussi la possibilité d'interprétation en quartet comme évoquée sur la réédition CD.
- L'album est bien daté de 1954[7] comme l'atteste la numérotation de disque Fantasy Records. Il ne peut donc pas y avoir eu de session d'enregistrement le 11 novembre 1955 à New York City[6].
- La réédition de 1955 (Fantasy F-3216) précise en intitulé de pochette[8] : Cal Tjader Quintet.

Contrairement à ce qui est indiqué sur les rééditions CD, on se retrouve donc bien avec une formation de type Quintet tout au long de cet album : ce qui colle avec sa biographie où l'on fait référence à cette époque d'un fabuleux quintet Latin jazz qui le rendra célèbre.
- Enregistrements studio d'abord en 2 sessions : le 6 mars 1954 à San Francisco, puis le 25 mars 1954 à Los Angeles et complétée par une session d'enregistrement le 6 juin 1954 à New York[6]. Masters Fantasy Records.

## Production et son
- Remastering des bandes originales de Phil De Lancie[13] en 1992 aux Fantasy Studios de Berkeley (Californie).

## Design de couverture
Il n'existe actuellement de traces sur internet de la pochette originale de 1954. Le descriptif donné est par conséquent celui de la réédition de 1955 sous le titre Ritmo Caliente.
- Description : Image en noir et blanc, très contrastée avec un passage de film au rouge pour imprimer les corps nus. Certainement une impression bichromie de l'époque. Prise de vue d'une femme déshabillée qu'on voit avec une impression recherché d'image stroboscopique qui cherche à envouter de ses rythmes latins celui qui ose la regarder (superposition de 3 images sur un fond identique). Position 1 (photo de gauche) : elle présente son buste de profil, la prise de vue plongeante au-dessus de l'épaule laisse deviner ses seins nus, le contrechamp du visage et ses yeux fermés donnent une impression complice. Position 2 (photo de droite en bas) : on saisit à l'œil quelques bribes d'un corps (bras, courbe de corps), le corps va se livrer. Position 2 (photo centrale) : elle se dévoile et déploie ses charmes en grand jusqu'aux hanches suggérées, on la retrouve de face dressant ses bras et ses seins dans une pose de danseuse des îles chère à cette époque et évocatrice d'un abandon charnel.
- Mise en page : Le cadrage et le montage sont particuliers : personnage dans le coin bas et partant sur la droite laissant de l'importance à la matière pour accueillir les typographies. Typographie de titrage : police de caractère de style « cartoons manuscrite », lettres en bdc[15] avec patin. Il est précisé Cal Tjader Quintet : police à patins, lettrage en capitale et bdc. Typographie et logo Fantasy de couleur blanche sous-titré High Fidelity. L'album est sobrement intitulé « Plays Afro-Cuban : Ritmo Caliente ». (Voir la pochette[8]).
- Photographie de : …[16].

## Informations de sortie
- Année de Sortie : 1954
- Intitulé : Cal Tjader - Plays Afro-Cuban : Ritmo Caliente
- Label : Fantasy Records
- Référence Catalogue : Fantasy LP 3-17[17]
- Format : LP 33 / 25 cm ou (10")
- Liner Notes : Ralph J. Gleason[18]

## Rééditions formatsLPetCD
Réédition en album LP 33 série 3000 sous le titre Cal Tjader Quintet « Plays Afro-Cuban : Ritmo Caliente ».
- Références : Fantasy F-3216 (1955)[19].

Dans la compilation Los Ritmos Calientes.
- Références : Fantasy Records F 24712 (1973) ou FCD 24712-2 (1992)[21].